# Café de mistura
Café de mistura (do alemão Mischkaffee, significando "café misturado") é uma mistura de chicória e centeio torrados e moídos com açúcar de beterraba, introduzida na crise do café de 1976-1979.